# ORF Sport +
ORF Sport + (wcześniej ORF Sport Plus) – austriacki sportowy kanał należący do ORF, założony w 2006.

Logo stacji w HD (2011–2024)

## Historia
Kanał ORF Sport + wystartował 2006r. jako ORF Sport Plus. W roku 2013 zmieniono nazwę na ORF Sport +. Stacja nadaje rozgrywki sportowe, min. Hokej, piłka nożna i inne.

## Logo
| Lata      | Opis | Logo |
| --------- | --- | ---- |
| 2006–2011 | Logo ORF, koło niego niebiesko-zielona gwiazda, a pod logiem napis "Sport Plus".                         |      |
| 2011–2024 | Logo ORF, koło niego czarny kwadrat z napisem "SPORT", a koło niego pomarańczowy kwadrat ze znakiem "+". |      |
| Od 2024   | |      |